# West Bridgford
West Bridgford – miasto we wschodniej Anglii na przedmieściach Nottingham, faktyczny ośrodek administracyjny hrabstwa Nottinghamshire (od 1959) i dystryktu Rushcliffe. Ok. 38 tysięcy mieszkańców. W 1964 powstało tu pierwsze w Wielkiej Brytanii podmiejskie centrum handlowe, stworzone z myślą o mieszkańcach pobliskiej metropolii. West Bridgford jest wspomniana w Domesday Book (1086) jako Brigeforde.